# 张桃林
张桃林（1961年—），男，汉族，江苏姜堰人，中国土壤学家、政治人物。九三学社成员。南京农学院土壤农化系土壤与农业化学专业毕业，中国科学院南京土壤研究所土壤学专业硕士研究生毕业，联邦德国吉森大学农学专业博士研究生毕业。

## 生平
1982年毕业于南京农学院，后攻读中国科学院南京土壤研究所土壤学专业硕士（1985年毕业）。1985年7月参加工作。1989年，获得联邦德国吉森大学农学专业博士。1989年12月，在中国科学院南京土壤研究所做博士后。
1991年5月，任中国科学院红壤生态开放实验站常务副站长（1992年2月副研究员）。1994年5月，任中国科学院南京土壤研究所所长助理。1995年8月，任中国科学院南京土壤研究所副所长（1995年12月起任研究员）。1997年1月，任中国科学院南京分院副院长（1998年9月起任博士生导师）。1999年6月，任中国科学院南京土壤研究所所长。
1999年9月，任南京市副市长。2001年10月，任江苏省副省长。2002年12月，任九三学社中央常委，江苏省副省长。2007年5月，任九三学社中央常委、江苏省委主委，江苏省副省长。2007年12月，任九三学社中央副主席、江苏省委主委，江苏省副省长。
2008年8月，任九三学社中央副主席、江苏省主委，农业部副部长。2008年11月，任九三学社中央副主席，农业部副部长。2011年5月30日，中国科协第八次全国代表大会上，出任中国科协副主席。同年担任九三学社中央副主席，农业部副部长。2018年3月出任改组后的农业农村部副部长。
九届、十届全国政协委员，十一届全国政协常委。2018年1月，当选第十三届全国政协委员。
2022年11月24日，不再担任农业农村部副部长职务。

## 言论
2018年12月19日，张桃林在国务院政策例行吹风会上回应“农业部食堂不吃转基因”等言论说：“转基因问题大家都很关注。关于我们（农业农村部）食堂吃不吃转基因，或者我们食堂是不是有特供问题？就我了解我们没有专门的特殊供应渠道，我们所吃的东西跟大家一样，都是从市场上购买的。”